# Pseudolimnophila australina
Pseudolimnophila australina là một loài ruồi trong họ Limoniidae. Chúng phân bố ở miền Tân bắc.